# Aeroportul Latrobe Valley
Aeroportul Latrobe Valley (IATA: TGN, ICAO: YLTV) este un aeroport din Victoria, Australia.
Situat la o altitudine de 52 m, aeroportul dispune de o singură pistă.